# Pseudobalbillus ramosus
Pseudobalbillus ramosus är en insektsart som beskrevs av Rauno E. Linnavuori 1969. Pseudobalbillus ramosus ingår i släktet Pseudobalbillus och familjen dvärgstritar. Inga underarter finns listade i Catalogue of Life.